# Arbeitskreis Kirchenmusik und Jugendseelsorge im Bistum Limburg
Arbeitskreis Kirchenmusik und Jugendseelsorge im Bistum Limburg bezeichnete ein ehemaliges Gremium, welches sich mit der Schaffung und Verbreitung von, aus seinem Verständnis heraus, zeitgemäßerer geistlicher Musik beschäftigte. Der Arbeitskreis wirkte von 1970 bis 2012.

## Gründung
Das Zweite Vatikanische Konzil (1962–1965) hat in der Konstitution über die heilige Liturgie folgende Passage für die Initiative des Arbeitskreises Kirchenmusik und Jugendseelsorge formuliert: 

„Die Kirchenmusiker mögen, von christlichem Geist erfüllt, sich bewusst sein, dass es ihre Berufung ist, die Kirchenmusik zu pflegen und deren Schatz zu mehren. Sie sollen Vertonungen schaffen, welche die Merkmale echter Kirchenmusik an sich tragen und nicht nur von größeren Sängerchören gesungen werden können, sondern auch kleineren Chören angepasst sind und die tätige Teilnahme der ganzen Gemeinde der Gläubigen fördern.“

Ausgelöst durch das Konzil wurde um 1970 im deutschsprachigen Raum geistliche Lieder und Neue Geistliche Lieder in den Stilen der Negro-Spirituals, Gospelsongs, Jazz, Beat, Rock, Pop und Folk-Musik geschaffen. Zur selben Zeit, 1970, wurde der Arbeitskreis gegründet.

## Aufgaben des Arbeitskreises
Die Gründer sahen ihre Aufgabe darin, den Gemeinden zu neuem und zeitgemäßerem Liedgut zu verhelfen. Das Ziel war, das Lebensgefühl und die Themen Jugendlicher und junger Erwachsene musikalisch aufzugreifen. In seinem Statut vom 3. Januar 1972 definierte der Arbeitskreises Kirchenmusik und Jugendseelsorge im Bistum Limburg seine Aufgaben wie folgt:
1. Beobachtung und kritische Auswahl neuer kirchenmusikalischer Formen für Kinder-, Jugend- und Gemeindegottesdienst
2. Materialreichungen für Gemeinden und Gruppen
3. Praxisberatung für Instrumental- und Gesangsgruppen
4. Vergabe von Beihilfen für musikalische Gestaltung von Jugendgottesdiensten und zur Anschaffung von Instrumenten und Verstärkeranlagen
5. Schaffung von neuem Liedgut (Kompositionsaufträge, Orgelsätze, Arrangements, Werkstattarbeit)

## Entwicklung
Der Arbeitskreis hat sich bemüht, in der Neuschaffung und Auswahl von Liedern inhaltlich die Erfahrungen der Gegenwart aufzugreifen und sie aus der Sicht des glaubenden Menschen zu deuten. In den 80er Jahren hat der Arbeitskreis einen Kriterienkatalog entwickelt, der textliche und musikalische Anforderungen an Lieder beschreibt, um in Publikationen veröffentlicht zu werden. Einige der Lieder haben sowohl in den Stammteil und Diözesananhänge des Katholischen Gotteslobes Eingang gefunden als auch in den Stammteil oder Regionalanhänge des Evangelischen Gesangbuches.
Der damalige Diözesanjugendpfarrer Rudolf Lutter und der Leiter des Amtes für Kirchenmusik, Ordinariatsrat Paul Gutfleisch, haben Jugend- und Kirchenmusik miteinander verankert. Ferner hat der Arbeitskreis in Veranstaltungen zur Verbreitung der neu entstandenen Lieder beigetragen und zu Qualifizierungsmaßnahmen für Chöre, Bands und Gemeinden eingeladen.

## Publikationen
- 1979–1990 fünf Medienpakete zum Kirchenjahr
- 1994 Chorbuch „Vom Leben singen“ mit 188 Liedern
- 1999 Chor- und Bandbuch* „die Zeit färben“ mit 161 Liedern[2]
- 2000 Chorbuch „Lebensweise“ mit 44 Liedern[3]
- 2000 CD „die Zeit färben“ mit 17 ausgewählten Titeln aus dem gleichnamigen Buch
- 2001 Chorbuch „Gehalten“, zum 30-jährigen Jubiläum mit 42 Liedern
- 2001 CD „Knotenpunkte“, 27 Lieder zu den Medienpaketen
- 2003 Chorbuch & CD „Halte deine Träume fest“, 25 Titel der 90er Jahre
- 2003 Chorbuch „Lass dein Licht leuchten“, mit 103 Liedern
- 2004 Liederbuch „Sing 1“, mit 86 Liedern
- 2005 CD „Lass dein Licht leuchten“, 17 ausgewählte Titel des gleichnamigen Buches
- 2006 Liederbuch „NachKlänge“ – musikalische Abendgebete, 69 Lieder
- 2006 CD NachKlänge. 14 ausgewählte Titel des gleichnamigen Buches
- 2008 Liederbuch „Sing 2“, mit 120 Liedern
- 2008 Liederbuch „Weil du da bist“ – Kinder-Gotteslob mit 380 Liedern
- 2009 CD „Farbigkeit steckt“ an, 16 Titel aus den Kindergottesbuch „Weil du da bist“
- 2009 CD „Allen Wesen, allen Dingen“ 17 Lieder von Winfried Heurich
- 2009 Chor- und Bandbuch „Weil der Himmel uns braucht“ mit 200 Liedern
- 2011 Junges Gotteslob „Ein Segen sein“ mit 720 Liedern[4]

## Vorsitzende und Geschäftsführer und Mitglieder

### Vorsitzende des Arbeitskreises
- Rudolf Lutter 1971–1972
- Gerhard Schwartz 1972–1973
- Joachim Schäfer 1973–1979
- Michael Metzler 1979–1986
- Ernst-Ewald Roth 1986–1996
- Patrick Dehm 1996–2012

### Geschäftsführer des Arbeitskreises
- Bernhard Glaßner 1971–1973
- Winfried Heurich 1974–2000
- Peter Reulein 2000–2005
- Joachim Raabe 2005–2012

### Mitglieder im Jahre 2012
| - Matthias Braun - Horst Christill - Patrick Dehm - Eugen Eckert - Dietmar Fischenich - Winfried Heurich | - Johannes Müller - Joachim Raabe - Peter Reulein - Tobias Steiger - Gerald Ssebudde |

## Auflösung
2012 wurde Patrick Dehm von Generalvikar Franz Kaspar fristlos entlassen. Zeitgleich wurde ihm die Leitung des Arbeitskreises entzogen, die er seit 1996 innehatte. Aus Protest gegen diese Entscheidungen trat Pfarrer Eugen Eckert aus dem Gremium aus.
Im selben Jahre wurde vom Bistum Limburg der Arbeitskreis in seiner bisherigen Form aufgelöst und nun unter der Bezeichnung Neues Geistliches Lied im Bistum Limburg unter der Federführung des Dezernats Pastorale Dienste weitergeführt.
Patrik Dehm gründete daraufhin im April 2013 gemeinsam mit Eugen Eckert den ökumenischen Verein in TAKT e. V., um die Arbeit am neuen geistlichen Liedgut zukünftig weiter zu fördern und zu unterstützen.